# Réserve naturelle régionale du Héron
La réserve naturelle régionale du Héron (RNR120) est une réserve naturelle régionale située dans la Métropole européenne de Lille, dans les Hauts-de-France. Classée en 2012, elle occupe une surface de 73,2 hectares et protège une partie du parc du Héron.

## Localisation

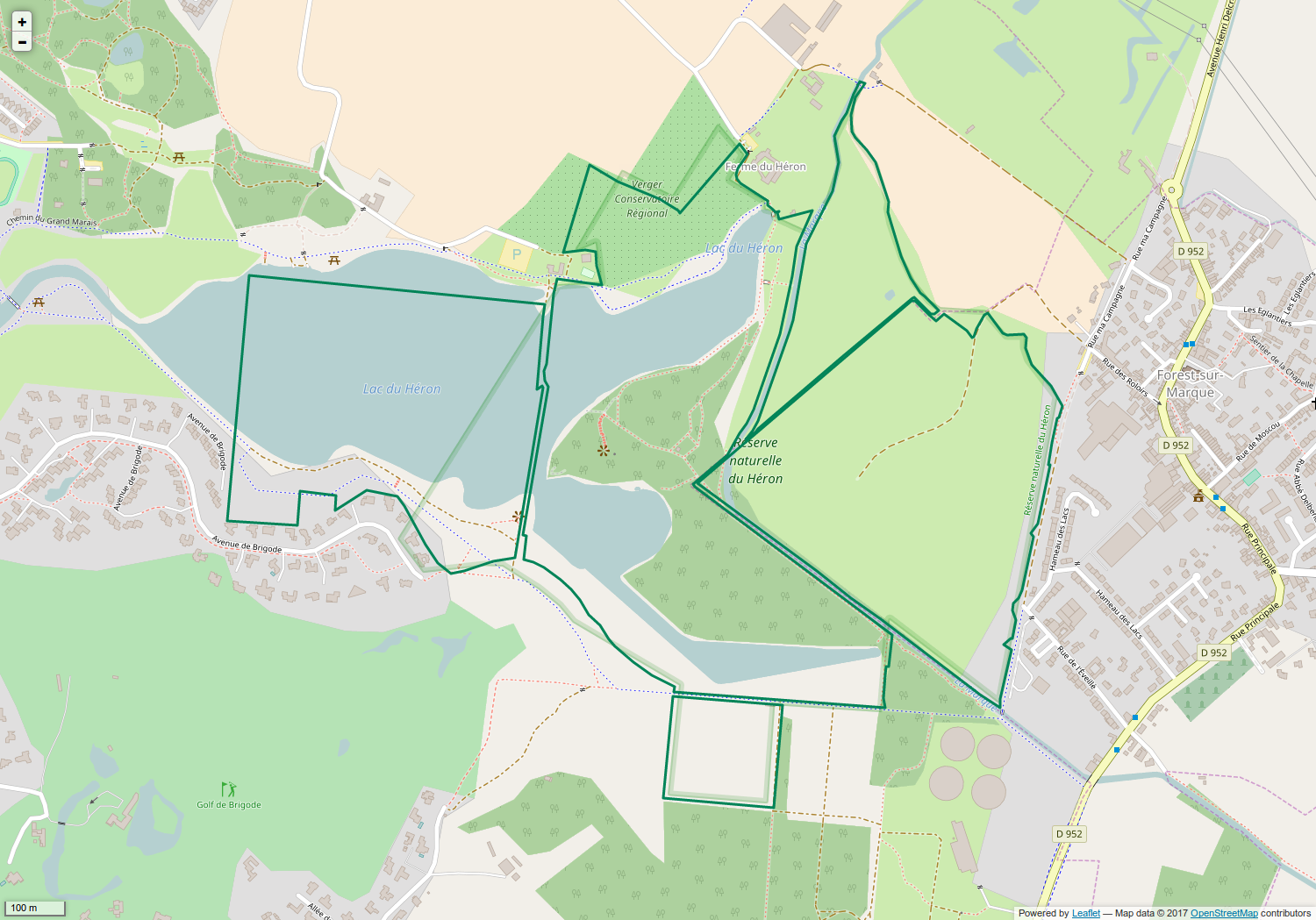
Périmètre de la réserve naturelle.

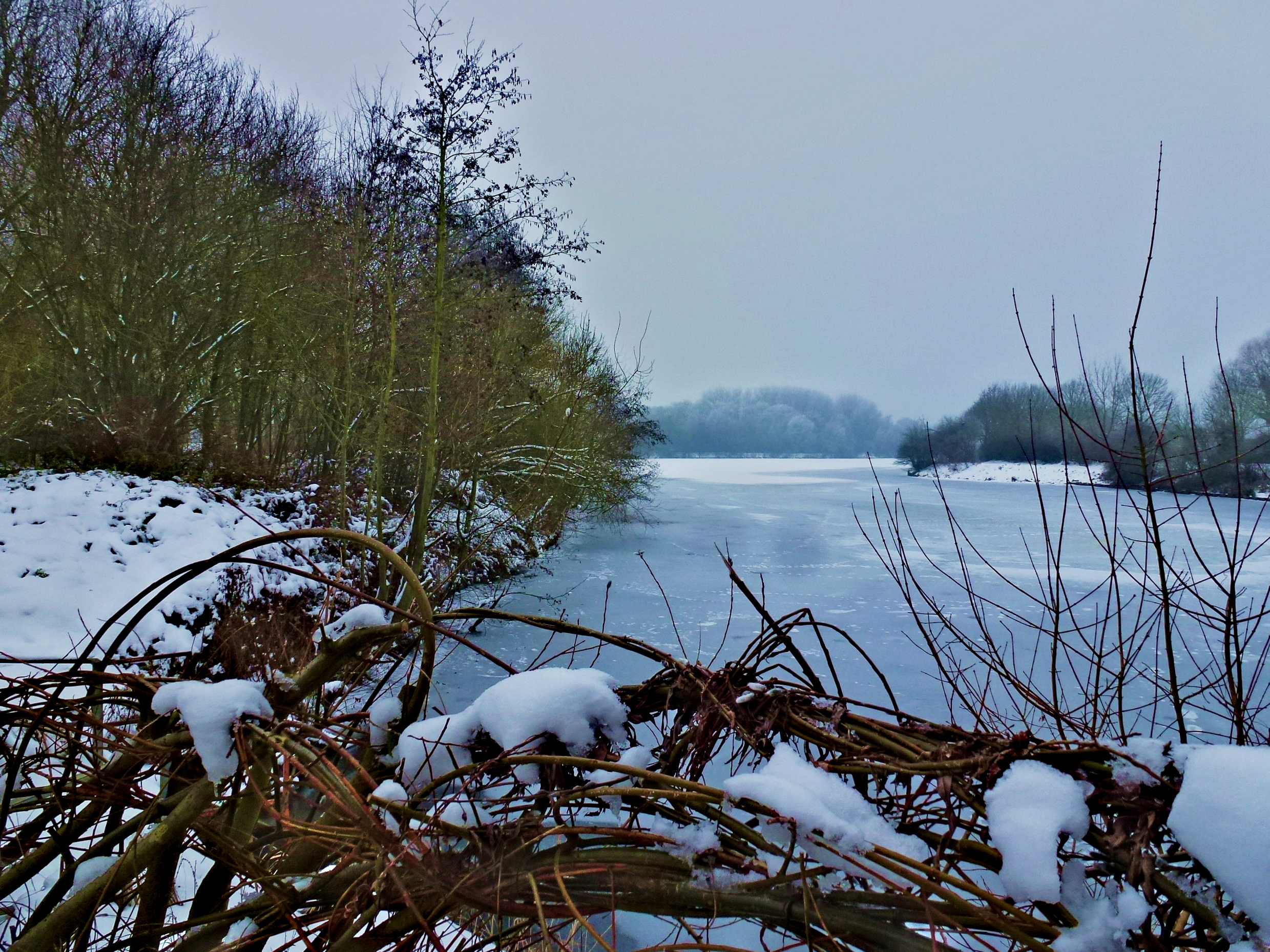
Le parc du Héron en hiver

Le territoire de la réserve naturelle est dans le département du Nord, sur les communes de Forest-sur-Marque et Villeneuve-d'Ascq à 10 km à l'est du centre de Lille et à 7 km de la frontière belge. Il comprend la partie orientale du parc du Héron pour une surface de 73,2 hectares.

## Histoire du site et de la réserve
Le site a été classé en réserve naturelle volontaire en 1995. Le classement en RNR est intervenu en 2012.

## Écologie (biodiversité, intérêt écopaysager…)
L'intérêt du site est principalement ornithologique. Il sert de halte migratoire pour l'avifaune.

### Flore
La flore compte plus de 300 espèces végétales dont 17 sont considérées comme patrimoniales.

### Faune

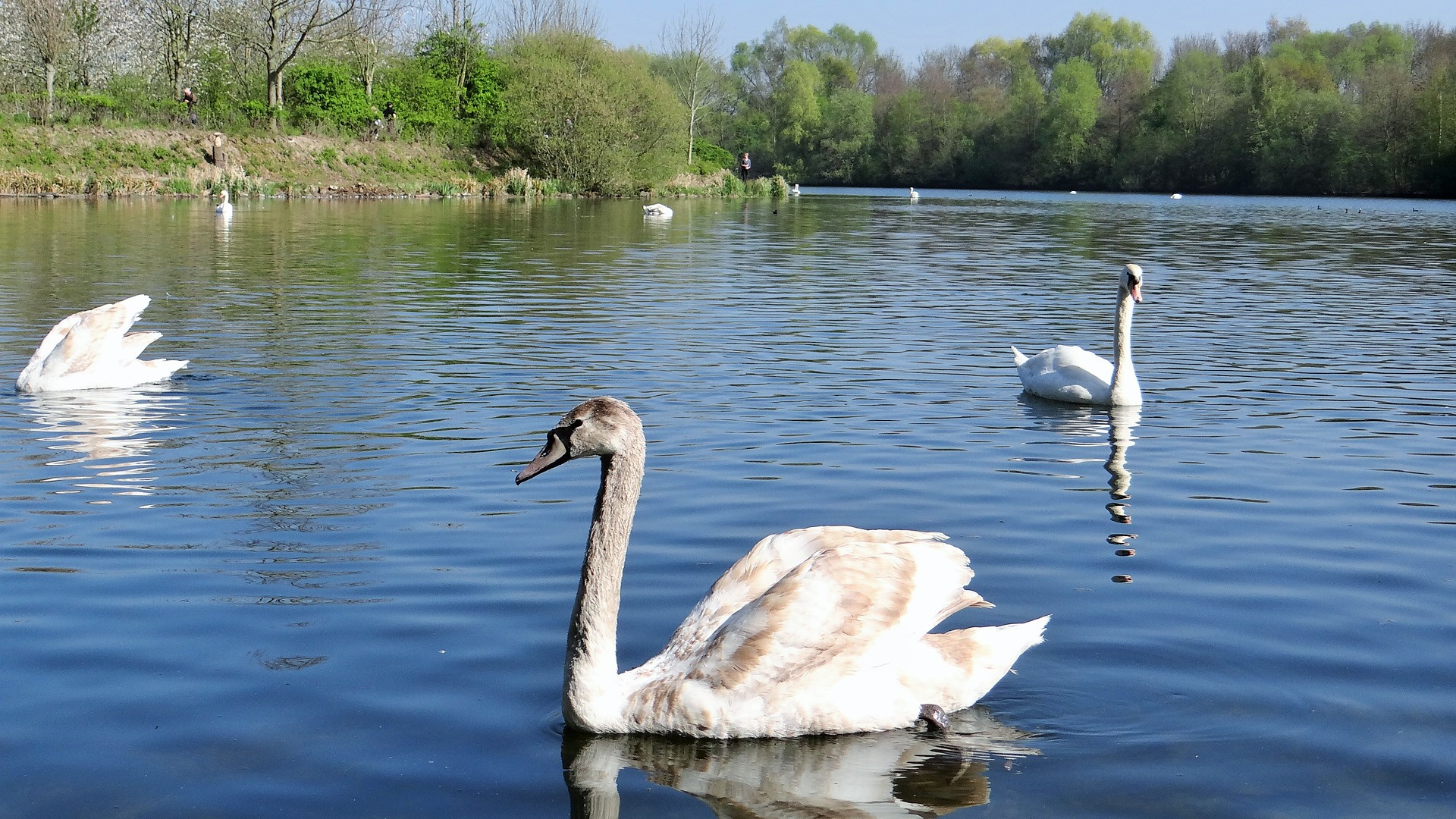
Cygnes sur le lac au printemps.

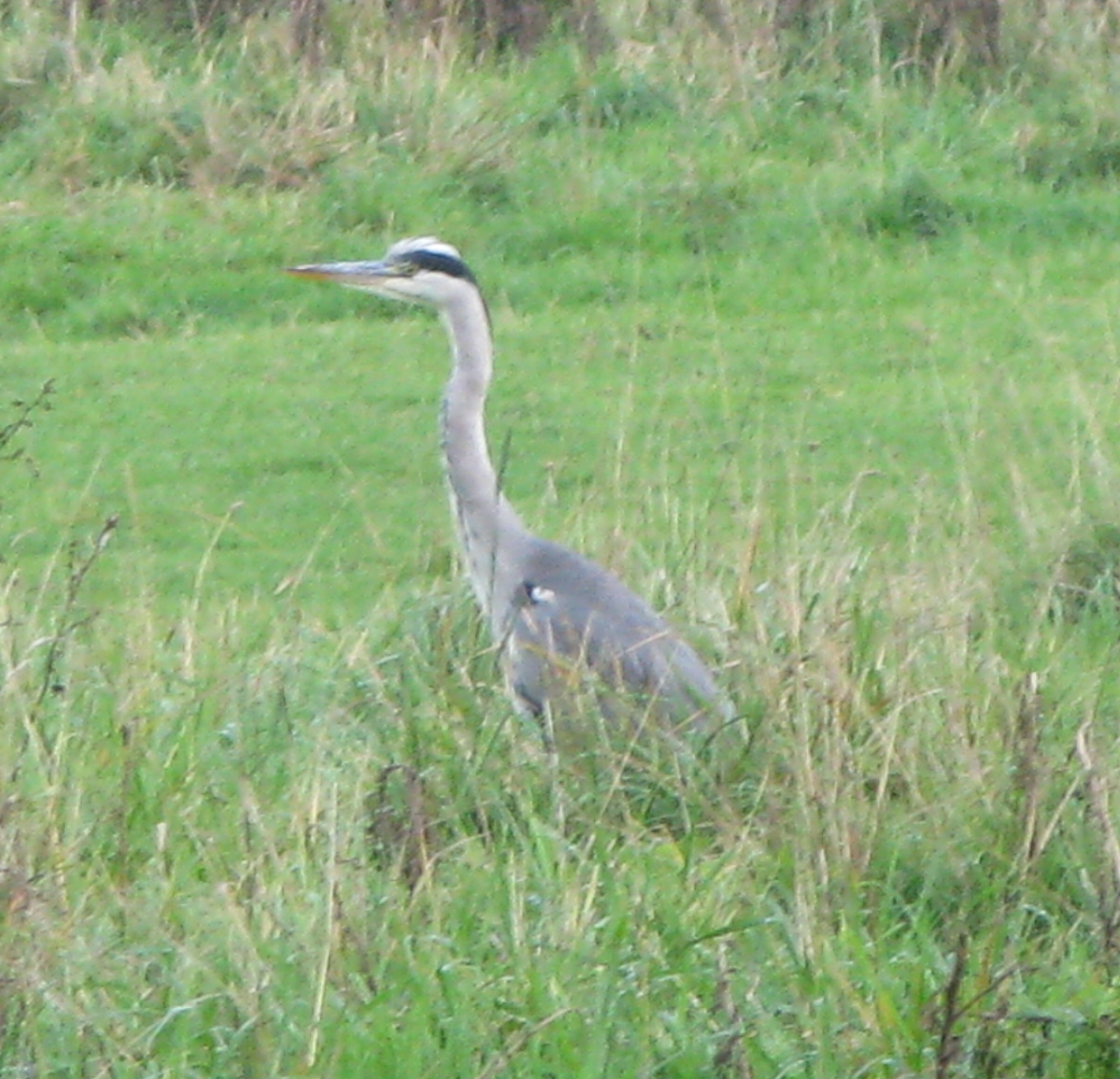
Héron cendré dans le parc du Héron

L'avifaune du site compte 235 espèces. On peut y trouver le Héron cendré et le Loriot d'Europe. Les amphibiens du site comptent 6 espèces. On y recense 190 espèces d'insectes.

### Espèces invasives
Le lac du Héron est susceptible d'être envahi par l'Élodée de Nuttall et la Spirogyre.

## Intérêt touristique et pédagogique
La majeure partie du site fait partie d'un parc ouvert au public. Le Parcours du Héron permet de découvrir le site.

## Administration, plan de gestion, règlement
La réserve naturelle est gérée par le Syndicat Mixte Espace Naturel Lille Métropole.

### Outils et statut juridique
La RNV date du 17 novembre 1995. La réserve naturelle régionale a été créée par une délibération du Conseil régional du 6 février 2012 pour une durée de 10 ans reconductible.